# Аль-Яса
Аль-Яса, Альяса (араб. اليسع‎) — исламский пророк, ученик пророка Ильяса, посланный народу Израиля после пророка Ильяса (Илии). Отождествляется с Елисеем. Упоминается в Коране дважды.

## Биография
Пророк Аль-Яса жил во времена пророка Ильяса и четырёх израильских царей: Иорама, Иегу, Иоахаза и Иоаса. После того, как Ильяс был изгнан своим народом, он стал проповедовать другим израильским племенам, одно из которых приняло его. Ильяс остановился в доме матери Аль-Яса, который в то время тяжело болел. По просьбе матери Аль-Яса пророк Ильяс помолился о его выздоровлении, и Бог излечил её сына. После выздоровления Альяс до конца его жизни не разлучался с пророком Ильясом и под его руководством выучил Таурат. Исламский богослов Ибн Касир прослеживает генеалогию Елисея по отцовской линии к Харуну (Аарону).
После смерти Ильяса пророк Аль-Яса продолжил призывать израильтян следовать законам пророка Мусы, однако они отвергли его. В ходе разгоревшихся между израильскими племенами междоусобиц их силы ослабли, что позволило ассирийцам завоевать земли израильтян и увезти в рабство значительную часть из них.
Аль-Яса обладал способностью совершать чудеса.
Перед своей смертью Аль-Яса назначил своим преемником Зу-ль-Кифля. Могила находится в Эль-Авджаме, пригороде Эль-Катифа (Восточная провинция Саудовской Аравии).